# Osuchów (powiat białobrzeski)
Osuchów – wieś w Polsce położona w województwie mazowieckim, w powiecie białobrzeskim, w gminie Promna.
Wieś duchowna Osuchów położona była w drugiej połowie XVI wieku w powiecie grójeckim ziemi czerskiej województwa mazowieckiego. W latach 1975–1998 miejscowość należała administracyjnie do województwa radomskiego.
Wieś jest sołectwem w gminie Promna. 
Na terenie wsi, do Pilicy, uchodzi rzeka Mogielanka. Znajduje się też kładka nad Mogielanką.
W Osuchowie jest również Most nad rzeką Pilica skąd jest dojście polami do Wyśmierzyc.
W Osuchowie można znaleźć dwie kapliczki z XX wieku.